# Pleurocodonellina longirostrata
Pleurocodonellina longirostrata is een mosdiertjessoort uit de familie van de Smittinidae. De wetenschappelijke naam van de soort is voor het eerst geldig gepubliceerd in 1883 door Hincks.